# Coleharbor
La ville de Coleharbor est située dans le comté de McLean, dans l’État du Dakota du Nord, aux États-Unis. Sa population s’élevait à 79 habitants lors du recensement de 2010, estimée à 84 habitants en 2018.

## Histoire
Coleharbor a été fondée en 1904.

## Démographie
| 1950 | 1960 | 1970 | 1980 | 1990 | 2000 |
| ---- | ---- | ---- | ---- | ---- | ---- |
| 315  | 210  | 112  | 150  | 88   | 106  |

| 2010 | - | - | - | - | - |
| ---- | - | - | - | - | - |
| 79   | - | - | - | - | - |

## Source
- (en) Cet article est partiellement ou en totalité issu de l’article de Wikipédia en anglais intitulé « Coleharbor, North Dakota » (voir la liste des auteurs).